# Gunnar Aagaard Andersen
Gunnar Aagaard Andersen (n. 14 de julio de 1919 en Ordrup-f. 29 de junio de 1982 en Munkerup) fue un artista arquitecto, escultor, pintor y diseñador danés; profesor de la Academia de las Artes (en danés: Det Kongelige Danske Kunstakademi).

## Vida y obras
Gunnar Aagaard Andersen era hijo del óptico Theodor Oscar Andersen y de Inger Cecilie Spöhr. Fue educado en la Escuela de Diseño Danés Kunsthåndværkerskolen en el periodo 1936-39, posteriormente fue alumno de grabado de Emil Johanson-Thor en la Real Academia de Arte de Estocolmo en 1939 y alumno de la escuela gráfica en la Academia de Arte de Copenhague 1940-46, siendo alumno de los profesores Aksel Jørgensen y Gunnar Biilmann Petersen. Därefter bodde han i Paris 1946-51 och blev 1948 medlem i den danska konstnärsgruppen Linien II . Luego vivió en París desde 1946 hasta 1951 y en 1948 se convirtió en un miembro del grupo de artista danés Linien II.
Aagaard Andersen trabajó con una amplia variedad de técnicas y medios de la expresión pictórica, entre otros la escenografía y el diseño de papel pintado, alfombras y textiles entre otros para Unika Væv en Copenhague, 1953-65. Han var professor på¨Kunstakademiet 1972-82. Fue profesor de la Academia de Arte de 1972 a 1982.
La silla Polyetherstolen diseñada en colaboración a partir de 1964, suscitó la creación de un canon cultural de Dinamarca (Kulturkanonen) para las artes de diseño y decoración.
Se casó con la escultora Grete Tatjana Borgbjerg.

## Obras en espacios públicos (selección)
- Interferenser - interferencias-, Fredericia
- Escultura de cobre y relieves de mármol, 1982-83, Sala de conciertos de Odense .

Aagaard Andersen fue un artista prolífico y está representado en varios museos en y fuera de Dinamarca.

## Honores y premios
- 1977 Medalla Eckersberg (Eckersbergmedaljen )
- 1980 Medalla Thorvaldsen (Thorvaldsenmedaljen  )